# Кандор (Њујорк)
Кандор (енгл. Candor) град је у америчкој савезној држави Њујорк.

## Демографија
По попису из 2010. године број становника је 851, што је 4 (-0,5%) становника мање него 2000. године.
| Група             | 2000.       | 2010.       |
| Белци             | 818 (95,7%) | 821 (96,5%) |
| Афроамериканци    | 4 (0,5%)    | 7 (0,8%)    |
| Азијати           | 1 (0,1%)    | 0 (0,0%)    |
| Хиспаноамериканци | 15 (1,8%)   | 14 (1,6%)   |
| Укупно            | 855         | 851         |